# Smile (Vitamin C)
Smile è il primo singolo della cantante statunitense Vitamin C, pubblicato l'8 giugno 1999 come primo estratto dal primo album in studio Vitamin C.
Il brano, scritto dalla stessa cantante assieme a Josh Deutsch, vede la collaborazione della cantante giamaicana Lady Saw.

## Tracce
CD Singolo
1. Smile (Mr. Mig's Extended Mix) – 3:24
2. Smile (Maserati Mix) – 4:03
3. Smile (Mr. Mig's Radio Edit) – 3:47
4. Smile (LP Version) – 3:57
5. Audio Bio

US CD Singolo
1. Smile (Album Version) – 4:00
2. Smile (Maserati Mix) – 4:05
3. Smile (Video)

## Classifiche
| Classifica (1999) | Posizione massima |
| ----------------- | ----------------- |
| Germania          | 95                |
| Nuova Zelanda     | 13                |
| Paesi Bassi       | 88                |
| Stati Uniti       | 18                |